# You...
Singles de Miliyah Katō
Love / Affection
(2014) Shounen Shoujo
(2015)
You... est le 30esingle de Miliyah Katō, sorti sous le label Mastersix Foundation le 3 septembre 2014 au Japon. Il arrive 31e à l'Oricon. Il se vend à 2 681 exemplaires et reste classé 3 semaines pour un total de 3 468 exemplaires vendus en tout.

## Liste des titres
| 1. | You... feat. Nakasone Izumi (HY)                    |  |
| 2. | Lonely Hearts (T.O.M. Remix)                        |  |
| 3. | Sayonara Baby (Nao Tanaka Remix) (SAYONARAベイベー) |  |
| 4. | You... feat. Nakasone Izumi (HY) (Instrumental)     |  |

| 1. | You... (Music Vidéo) |  |